# 扎通 (烏克蘭)
49°45′51″N 33°46′12″E / 49.76417°N 33.77000°E
扎通（羅馬化：Zaton）是位於烏克蘭中部的村莊，由波爾塔瓦州米爾霍羅德區的大巴哈奇卡市鎮負責管轄。該村處於普肖爾河畔，分別距離小雷舍蒂利夫卡1.5公里和拜拉克3公里，面積0.83平方公里，2001年人口167。